# Tupadły (gmina Złotniki Kujawskie)
Tupadły – wieś w Polsce położona w województwie kujawsko-pomorskim, w powiecie inowrocławskim, w gminie Złotniki Kujawskie, przy drodze wojewódzkiej nr 246. Miejscowość tworzy sołectwo Tupadły.
W latach 1975–1998 miejscowość należała administracyjnie do województwa bydgoskiego.

## Zabytki
Według rejestru zabytków NID na listę zabytków wpisany jest zespół dworski z poł. XIX w., nr rej.: A/283/1-2 z 7.10.1991:
- dwór
- park
- cmentarz rodowy.